# Естакада (град, Орегон)
Естакада (на английски: Estacada) е град в окръг Клакамас, щата Орегон, САЩ. Естакада е с население от 2695 жители (2007) и обща площ от 2,8 km². Намира се на 129,8 m надморска височина. ЗИП кодът му е 97023, а телефонният му код е 503.